# Sistema di supporto vitale
Il sistema di supporto vitale (Life Support System) è un gruppo di dispositivi che permettono agli esseri umani di sopravvivere nello spazio. Viene generalmente indicato con la sigla ECLSS (Environmental Control and Life Support System).
Il sistema di supporto vitale dovrebbe fornire aria, acqua e cibo. Inoltre, deve anche fornire una corretta temperatura per il corpo, una pressione accettabile sul corpo e occuparsi dei rifiuti del corpo prodotti. Comprende infine un sistema di protezione contro influssi esterni nocivi come le radiazioni e i micrometeoriti.

## Funzioni di supporto vitale

### Bisogni fisiologici e metabolici umani
In media, un membro dell'equipaggio di una missione spaziale necessita di circa 5 kg al giorno tra acqua, cibo e ossigeno per le normali attività a bordo di una missione spaziale, e rilascia una quantità simile sotto forma di rifiuti solidi, liquidi, e anidride carbonica. Le quantità sono suddivise in questo modo: 0.84 kg di ossigeno, 0.62 kg di cibo e 3.52 kg di acqua consumati, convertiti dal corpo in 0.11 kg di rifiuti solidi, 3.87 kg di rifiuti liquidi e 1.00 kg di anidride carbonica prodotta. Queste quantità possono variare a seconda del livello di attività fisica.
L'acqua consumata realmente durante una missione spaziale è circa il doppio del quantitativo indicato, principalmente per utilizzi non biologici (ad esempio, per l'igiene personale). Inoltre, i rifiuti prodotti variano a seconda della durata della missione, e includono capelli, unghie, desquamazione della pelle e altri rifiuti biologici che si accumulano in missioni di durata superiore alla settimana. Vanno inoltre considerate le reazioni del corpo alle caratteristiche dell'ambiente spaziale, come radiazioni, assenza di gravità, rumore, vibrazioni e luce, anche se questi parametri sono meno influenti.

### Atmosfera
Il sistema di supporto vitale mantiene un'atmosfera composta almeno da ossigeno, vapore acqueo e anidride carbonica. La somma delle pressioni parziali di ogni gas dà la pressione barometrica totale. Riducendo o omettendo i diluenti (altri costituenti oltre all'ossigeno, quali azoto e argon) la pressione totale può essere ridotta fino a un minimo di 21 kPa, la pressione parziale dell'ossigeno al livello del mare nell'atmosfera terrestre. Questa operazione permette di alleggerire le strutture spaziali, ridurre le perdite e semplificare il sistema di supporto vitale.
In ogni caso, l'eliminazione di gas diluenti aumenta in maniera sostanziale il rischio di incendi, specialmente in operazioni a terra dove per ragioni strutturali la pressione interna deve essere superiore a quella esterna. Per questa ragione le navicelle spaziali più recenti hanno un'atmosfera convenzionale composta da una miscela di ossigeno e azoto, e utilizzano l'ossigeno puro solo nelle tute pressurizzate durante le attività extraveicolari dove per avere una flessibilità accettabile della tuta è obbligatoria una pressione interna più bassa possibile.

## Eventi
Il più importante convegno nell'ambito del controllo ambientale e supporto vitale è l'International Conference on Environmental Systems, organizzato ogni anno dall'AIAA.